# Saison 2017-2018 des Bucks de Milwaukee
La saison 2017-2018 des Bucks de Milwaukee est la 50e saison de la franchise en NBA.

## Draft
| Tour | Choix | Joueur       | Poste | Nationalité | Provenance             |
| ---- | ----- | ------------ | ----- | ----------- | ---------------------- |
| 1    | 17    | D. J. Wilson | PF    | États-Unis  | Wolverines du Michigan |

## Matchs

### Summer League
| Summer League Total: 1-4 |

| Match | Date match | Équipe        | Score    | Meilleur marqueur         | Meilleur rebondeur    | Meilleur passeur   | Lieux Spectateurs    | Série |
| ----- | ---------- | ------------- | -------- | ------------------------- | --------------------- | ------------------ | -------------------- | ----- |
| 1     | 7 juillet  | Cleveland     | D 53-82  | Rashad Vaughn (12)        | Maker, Wilson (5)     | Gary Payton II (3) | Thomas & Mack Center | 0 - 1 |
| 2     | 9 juillet  | Brooklyn      | V 88-83  | Rashad Vaughn (31)        | Maker, Wilson (8)     | Travis Trice (3)   | Cox Pavilion         | 1 - 1 |
| 3     | 10 juillet | L.A. Clippers | D 93-100 | Rashad Vaughn (21)        | D. J. Wilson (8)      | D. J. Wilson (4)   | Cox Pavilion         | 1 - 2 |
| 4     | 12 juillet | Sacramento    | D 65-69  | Brown, Vaughn (12)        | Reggie Upshaw (7)     | Sterling Brown (4) | Thomas & Mack Center | 1 - 3 |
| 5     | 14 juillet | Utah          | D 76-97  | Payton II, Zimmerman (12) | Stephen Zimmerman (6) | Travis Rice (5)    | Cox Pavilion         | 1 - 4 |

### Pré-saison
| Pré-saison Total: 1-3 (Domicile : 1-1 ; Extérieur : 0-2) |

| Match | Date match | Équipe    | Score     | Meilleur marqueur          | Meilleur rebondeur    | Meilleur passeur        | Lieux Spectateurs         | Série |
| ----- | ---------- | --------- | --------- | -------------------------- | --------------------- | ----------------------- | ------------------------- | ----- |
| 1     | 2 octobre  | @ Dallas  | D 104-106 | Rashad Vaughn (20)         | Monroe, Teletović (7) | Kendall Marshall (11)   | American Airlines Center  | 0 - 1 |
| 2     | 4 octobre  | Indiana   | D 86-104  | Gary Payton II (15)        | Gary Payton II (7)    | Gary Payton II (5)      | BMO Harris Bradley Center | 0 - 2 |
| 3     | 6 octobre  | @ Chicago | D 101-114 | Giánnis Antetokoúnmpo (24) | Trois joueurs (5)     | Middleton, Brogdon (5)  | United Center             | 0 - 3 |
| 4     | 13 octobre | Détroit   | V 107-103 | Giánnis Antetokoúnmpo (17) | Thon Maker (8)        | Matthew Dellavedova (7) | BMO Harris Bradley Center | 1 - 3 |

### Saison régulière
| Saison régulière Total: 44-38 (Domicile : 25-16 ; Extérieur : 19-22) |

| Match | Date match | Équipe        | Score     | Meilleur marqueur          | Meilleur rebondeur         | Meilleur passeur          | Lieux                     | Série |
| ----- | ---------- | ------------- | --------- | -------------------------- | -------------------------- | ------------------------- | ------------------------- | ----- |
| 1     | 18 octobre | @ Boston      | V 108-100 | Giánnis Antetokoúnmpo (37) | Giánnis Antetokoúnmpo (13) | Khris Middleton (6)       | TD Garden                 | 1 - 0 |
| 2     | 20 octobre | Cleveland     | D 97-116  | Giánnis Antetokoúnmpo (34) | Giánnis Antetokoúnmpo (8)  | Giánnis Antetokoúnmpo (8) | BMO Harris Bradley Center | 1 - 1 |
| 3     | 21 octobre | Portland      | V 113-110 | Giánnis Antetokoúnmpo (44) | John Henson (9)            | Malcolm Brogdon (6)       | BMO Harris Bradley Center | 2 - 1 |
| 4     | 23 octobre | Charlotte     | V 103-94  | Giánnis Antetokoúnmpo (32) | Giánnis Antetokoúnmpo (14) | Matthew Dellavedova (9)   | BMO Harris Bradley Center | 3 - 1 |
| 5     | 26 octobre | Boston        | D 89-96   | Giánnis Antetokoúnmpo (28) | Giánnis Antetokoúnmpo (10) | Giánnis Antetokoúnmpo (7) | U.S. Cellular Arena       | 3 - 2 |
| 6     | 29 octobre | @ Atlanta     | V 117-106 | Giánnis Antetokoúnmpo (33) | Giánnis Antetokoúnmpo (11) | Khris Middleton (9)       | Philips Arena             | 4 - 2 |
| 7     | 31 octobre | Oklahoma City | D 91-110  | Giánnis Antetokoúnmpo (28) | Giánnis Antetokoúnmpo (8)  | Tony Snell (5)            | BMO Harris Bradley Center | 4 - 3 |

| Match | Date match   | Équipe        | Score     | Meilleur marqueur          | Meilleur rebondeur         | Meilleur passeur          | Lieux                      | Série  |
| ----- | ------------ | ------------- | --------- | -------------------------- | -------------------------- | ------------------------- | -------------------------- | ------ |
| 8     | 1er novembre | @ Charlotte   | D 126-121 | Khris Middleton (43)       | Giánnis Antetokoúnmpo (13) | Khris Middleton (7)       | Spectrum Center            | 4 - 4  |
| 9     | 3 novembre   | @ Détoit      | D 96-105  | Giánnis Antetokoúnmpo (29) | John Henson (13)           | Malcolm Brogdon (10)      | Little Caesars Arena       | 4 - 5  |
| 10    | 7 novembre   | @ Cleveland   | D 119-124 | Giánnis Antetokoúnmpo (40) | Giánnis Antetokoúnmpo (9)  | Khris Middleton (11)      | Quicken Loans Arena        | 4 - 6  |
| 11    | 10 novembre  | @ San Antonio | V 94-87   | Giánnis Antetokoúnmpo (28) | Giánnis Antetokoúnmpo (12) | Eric Bledsoe (7)          | AT&T Center                | 5 - 6  |
| 12    | 11 novembre  | L.A. Lakers   | V 98-90   | Giánnis Antetokoúnmpo (33) | Giánnis Antetokoúnmpo (15) | Khris Middleton (4)       | BMO Harris Bradley Center  | 6 - 6  |
| 13    | 13 novembre  | Memphis       | V 110-103 | Giánnis Antetokoúnmpo (27) | Giánnis Antetokoúnmpo (9)  | Giánnis Antetokoúnmpo (7) | BMO Harris Bradley Center  | 7 - 6  |
| 14    | 15 novembre  | Détroit       | V 99-95   | Khris Middleton (27)       | John Henson (10)           | Middleton, Bledsoe (8)    | BMO Harris Bradley Center  | 8 - 6  |
| 15    | 18 novembre  | @ Dallas      | D 79-111  | Giánnis Antetokoúnmpo (24) | Giánnis Antetokoúnmpo (17) | Eric Bledsoe (4)          | American Airlines Center   | 8 - 7  |
| 16    | 20 novembre  | Washington    | D 88-99   | Giánnis Antetokoúnmpo (23) | John Henson (10)           | Giánnis Antetokoúnmpo (4) | BMO Harris Bradley Center  | 8 - 8  |
| 17    | 22 novembre  | @ Phoenix     | V 113-107 | Khris Middleton (40)       | Khris Middleton (9)        | Eric Bledsoe (7)          | Talking Stick Resort Arena | 9 - 8  |
| 18    | 25 novembre  | @ Utah        | D 108-121 | Giánnis Antetokoúnmpo (27) | Giánnis Antetokoúnmpo (13) | Eric Bledsoe (7)          | Vivint Smart Home Arena    | 9 - 9  |
| 19    | 28 novembre  | @ Sacramento  | V 112-87  | Giánnis Antetokoúnmpo (32) | Malcolm Brogdon (6)        | Trois joueurs (5)         | Golden 1 Center            | 10 - 9 |
| 20    | 30 novembre  | @ Portland    | V 103-91  | Khris Middleton (26)       | John Henson (10)           | Giánnis Antetokoúnmpo (5) | Moda Center                | 11 - 9 |

| Match | Date match  | Équipe             | Score     | Meilleur marqueur             | Meilleur rebondeur         | Meilleur passeur           | Lieux                     | Série   |
| ----- | ----------- | ------------------ | --------- | ----------------------------- | -------------------------- | -------------------------- | ------------------------- | ------- |
| 21    | 2 décembre  | Sacramento         | V 109-104 | Giánnis Antetokoúnmpo (33)    | Giánnis Antetokoúnmpo (13) | Antetokoúnmpo, Brogdon (5) | BMO Harris Bradley Center | 12 - 9  |
| 22    | 4 décembre  | @ Boston           | D 100-111 | Giánnis Antetokoúnmpo (40)    | Giánnis Antetokoúnmpo (9)  | Khris Middleton (5)        | TD Garden                 | 12 - 10 |
| 23    | 6 décembre  | Détroit            | V 104-100 | Giánnis Antetokoúnmpo (25)    | Giánnis Antetokoúnmpo (10) | Khris Middleton (6)        | BMO Harris Bradley Center | 13 - 10 |
| 24    | 8 décembre  | Dallas             | V 109-102 | Khris Middleton (31)          | Giánnis Antetokoúnmpo (11) | Malcolm Brogdon (6)        | BMO Harris Bradley Center | 14 - 10 |
| 25    | 9 décembre  | Utah               | V 117-100 | Giánnis Antetokoúnmpo (37)    | Giánnis Antetokoúnmpo (13) | Giánnis Antetokoúnmpo (7)  | BMO Harris Bradley Center | 15 - 10 |
| 26    | 13 décembre | @ Nouvelle-Orléans | D 108-115 | Giánnis Antetokoúnmpo (32)    | Giánnis Antetokoúnmpo (9)  | Khris Middleton (10)       | Smoothie King Center      | 15 - 11 |
| 27    | 15 décembre | Chicago            | D 109-115 | Antetokoúnmpo, Middleton (29) | Giánnis Antetokoúnmpo (16) | Eric Bledsoe (7)           | BMO Harris Bradley Center | 15 - 12 |
| 28    | 16 décembre | @ Houston          | D 111-115 | Giánnis Antetokoúnmpo (28)    | Giánnis Antetokoúnmpo (9)  | Giánnis Antetokoúnmpo (5)  | Toyota Center             | 15 - 13 |
| 29    | 19 décembre | Cleveland          | V 119-116 | Giánnis Antetokoúnmpo (27)    | Giánnis Antetokoúnmpo (14) | Khris Middleton (10)       | BMO Harris Bradley Center | 16 - 13 |
| 30    | 22 décembre | Charlotte          | V 109-104 | Khris Middleton (28)          | John Henson (8)            | Eric Bledsoe (10)          | BMO Harris Bradley Center | 17 - 13 |
| 31    | 23 décembre | @ Charlotte        | D 106-111 | Khris Middleton (31)          | Eric Bledsoe (7)           | Eric Bledsoe (6)           | Spectrum Center           | 17 - 14 |
| 32    | 26 décembre | Chicago            | D 106-115 | Giánnis Antetokoúnmpo (28)    | Antetokoúnmpo, Snell (7)   | Eric Bledsoe (6)           | BMO Harris Bradley Center | 17 - 15 |
| 33    | 28 décembre | Minnesota          | V 102-96  | Eric Bledsoe (26)             | Giánnis Antetokoúnmpo (10) | Eric Bledsoe (6)           | BMO Harris Bradley Center | 18 - 15 |
| 34    | 29 décembre | @ Oklahoma City    | V 97-95   | Giánnis Antetokoúnmpo (23)    | Giánnis Antetokoúnmpo (12) | Matthew Dellavedova (9)    | BMO Harris Bradley Center | 19 - 15 |

| Match | Date match  | Équipe         | Score          | Meilleur marqueur          | Meilleur rebondeur         | Meilleur passeur             | Lieux                     | Série   |
| ----- | ----------- | -------------- | -------------- | -------------------------- | -------------------------- | ---------------------------- | ------------------------- | ------- |
| 35    | 1er janvier | @ Toronto      | D 127-131 (OT) | Eric Bledsoe (29)          | Giánnis Antetokoúnmpo (9)  | Matthew Dellavedova (10)     | Centre Air Canada         | 19 - 16 |
| 36    | 3 janvier   | Indiana        | V 122-101      | Giánnis Antetokoúnmpo (31) | Giánnis Antetokoúnmpo (10) | Matthew Dellavedova (9)      | BMO Harris Bradley Center | 20 - 16 |
| 37    | 5 janvier   | Toronto        | D 110-129      | Giánnis Antetokoúnmpo (24) | Thon Maker (8)             | Dellavedova, Middleton (7)   | BMO Harris Bradley Center | 20 - 17 |
| 38    | 6 janvier   | @ Washington   | V 110-103      | Giánnis Antetokoúnmpo (34) | Giánnis Antetokoúnmpo (12) | Giánnis Antetokoúnmpo (7)    | Capital One Arena         | 21 - 17 |
| 39    | 8 janvier   | @ Indiana      | D 96-109       | Khris Middleton (19)       | Giánnis Antetokoúnmpo (7)  | Brogdon, Middleton (4)       | Bankers Life Fieldhouse   | 21 - 18 |
| 40    | 10 janvier  | Orlando        | V 110-103      | Giánnis Antetokoúnmpo (26) | John Henson (10)           | Malcolm Brogdon (7)          | BMO Harris Bradley Center | 22 - 18 |
| 41    | 12 janvier  | Golden State   | D 94-108       | Giánnis Antetokoúnmpo (23) | John Henson (8)            | Quatre joueurs (4)           | BMO Harris Bradley Center | 22 - 19 |
| 42    | 14 janvier  | @ Miami        | D 79-97        | Giánnis Antetokoúnmpo (22) | John Henson (9)            | Eric Bledsoe (4)             | American Airlines Arena   | 22 - 20 |
| 43    | 15 janvier  | @ Washington   | V 104-95       | Giánnis Antetokoúnmpo (27) | Giánnis Antetokoúnmpo (20) | Giánnis Antetokoúnmpo (6)    | Capital One Arena         | 23 - 20 |
| 44    | 17 janvier  | Miami          | D 101-106      | Khris Middleton (25)       | Antetokoúnmpo, Henson (10) | Giánnis Antetokoúnmpo (6)    | BMO Harris Bradley Center | 23 - 21 |
| 45    | 20 janvier  | @ Philadelphie | D 94-116       | Khris Middleton (23)       | Khris Middleton (14)       | Khris Middleton (10)         | Wells Fargo Center        | 23 - 22 |
| 46    | 22 janvier  | Phoenix        | V 109-105      | Khris Middleton (35)       | Henson, Middleton (7)      | Eric Bledsoe (7)             | BMO Harris Bradley Center | 24 - 22 |
| 47    | 26 janvier  | Brooklyn       | V 116-91       | Giánnis Antetokoúnmpo (41) | Giánnis Antetokoúnmpo (13) | Giánnis Antetokoúnmpo (7)    | BMO Harris Bradley Center | 25 - 22 |
| 48    | 28 janvier  | @ Chicago      | V 110-96       | Giánnis Antetokoúnmpo (27) | Giánnis Antetokoúnmpo (9)  | Giánnis Antetokoúnmpo (8)    | United Center             | 26 - 22 |
| 49    | 29 janvier  | Philadelphie   | V 107-95       | Giánnis Antetokoúnmpo (31) | Giánnis Antetokoúnmpo (18) | Antetokoúnmpo, Middleton (6) | BMO Harris Bradley Center | 27 - 22 |

| Match                  | Date match  | Équipe           | Score          | Meilleur marqueur           | Meilleur rebondeur         | Meilleur passeur           | Lieux                     | Série   |
| ---------------------- | ----------- | ---------------- | -------------- | --------------------------- | -------------------------- | -------------------------- | ------------------------- | ------- |
| 50                     | 1er février | @ Minnesota      | D 89-108       | Khris Middleton (21)        | Giánnis Antetokoúnmpo (15) | Giánnis Antetokoúnmpo (6)  | Target Center             | 27 - 23 |
| 51                     | 2 février   | New York         | V 92-90        | Giánnis Antetokoúnmpo (29)  | Giánnis Antetokoúnmpo (11) | Khris Middleton (5)        | BMO Harris Bradley Center | 28 - 23 |
| 52                     | 4 février   | @ Brooklyn       | V 109-94       | Eric Bledsoe (28)           | John Henson (18)           | Eric Bledsoe (6)           | Barclays Center           | 29 - 23 |
| 53                     | 6 février   | @ New York       | V 103-89       | Antetokoúnmpo, Bledsoe (23) | Giánnis Antetokoúnmpo (11) | Eric Bledsoe (8)           | Madison Square Garden     | 30 - 23 |
| 54                     | 9 février   | @ Miami          | D 85-91        | Giánnis Antetokoúnmpo (23)  | Giánnis Antetokoúnmpo (11) | Eric Bledsoe (6)           | American Airlines Arena   | 30 - 24 |
| 55                     | 10 février  | @ Orlando        | V 111-104      | Giánnis Antetokoúnmpo (32)  | Khris Middleton (9)        | Eric Bledsoe (8)           | Amway Center              | 31 - 24 |
| 56                     | 13 février  | Atlanta          | V 97-92        | Khris Middleton (21)        | Giánnis Antetokoúnmpo (15) | Eric Bledsoe (9)           | BMO Harris Bradley Center | 32 - 24 |
| 57                     | 15 février  | Denver           | D 123-134      | Giánnis Antetokoúnmpo (36)  | Giánnis Antetokoúnmpo (11) | Giánnis Antetokoúnmpo (13) | BMO Harris Bradley Center | 32 - 25 |
| NBA All-Star Game 2018 |             |                  |                |                             |                            |                            |                           |         |
| 58                     | 23 février  | @ Toronto        | V 122-119 (OT) | Giánnis Antetokoúnmpo (26)  | Giánnis Antetokoúnmpo (12) | Giánnis Antetokoúnmpo (6)  | Centre Air Canada         | 33 - 25 |
| 59                     | 25 février  | Nouvelle-Orléans | D 121-123 (OT) | Khris Middleton (25)        | Eric Bledsoe (9)           | Giánnis Antetokoúnmpo (6)  | BMO Harris Bradley Center | 33 - 26 |
| 60                     | 27 février  | Washington       | D 104-107      | Giánnis Antetokoúnmpo (23)  | Giánnis Antetokoúnmpo (13) | Giánnis Antetokoúnmpo (8)  | BMO Harris Bradley Center | 33 - 27 |
| 61                     | 28 février  | @ Détroit        | D 87-110       | Eric Bledsoe (19)           | Eric Bledsoe (6)           | Eric Bledsoe (4)           | Little Caesars Arena      | 33 - 28 |

| Match | Date match | Équipe          | Score          | Meilleur marqueur          | Meilleur rebondeur          | Meilleur passeur           | Lieux                     | Série   |
| ----- | ---------- | --------------- | -------------- | -------------------------- | --------------------------- | -------------------------- | ------------------------- | ------- |
| 62    | 2 mars     | Indiana         | D 96-103       | Khris Middleton (30)       | Antetokoúnmpo, Henson (10)  | Eric Bledsoe (6)           | BMO Harris Bradley Center | 33 - 29 |
| 63    | 4 mars     | Philadelphie    | V 118-110      | Giánnis Antetokoúnmpo (35) | Giánnis Antetokoúnmpo (9)   | Antetokoúnmpo, Bledsoe (7) | BMO Harris Bradley Center | 34 - 29 |
| 64    | 5 mars     | @ Indiana       | D 89-92        | Eric Bledsoe (26)          | Giánnis Antetokoúnmpo (12)  | Eric Bledsoe (4)           | Bankers Life Fieldhouse   | 34 - 30 |
| 65    | 7 mars     | Houston         | D 99-110       | Giánnis Antetokoúnmpo (30) | Khris Middleton (12)        | Middleton, Terry (5)       | BMO Harris Bradley Center | 34 - 31 |
| 66    | 9 mars     | New York        | V 120-112      | Giánnis Antetokoúnmpo (28) | Giánnis Antetokoúnmpo (10)  | Eric Bledsoe (8)           | BMO Harris Bradley Center | 35 - 31 |
| 67    | 12 mars    | @ Memphis       | V 121-103      | Giánnis Antetokoúnmpo (24) | Brandon Jennings (8)        | Brandon Jennings (12)      | FedEx Forum               | 36 - 31 |
| 68    | 14 mars    | @ Orlando       | D 117-126      | Giánnis Antetokoúnmpo (38) | Giánnis Antetokoúnmpo (10)  | Eric Bledsoe (8)           | Amway Center              | 36 - 32 |
| 69    | 17 mars    | Atlanta         | V 122-117      | Giánnis Antetokoúnmpo (33) | Giánnis Antetokoúnmpo (12)  | Eric Bledsoe (9)           | BMO Harris Bradley Center | 37 - 32 |
| 70    | 19 mars    | @ Cleveland     | D 117-124      | Giánnis Antetokoúnmpo (37) | Giánnis Antetokoúnmpo (11)  | Eric Bledsoe (8)           | Quicken Loans Arena       | 37 - 33 |
| 71    | 21 mars    | L.A. Clippers   | D 120-127      | Khris Middleton (23)       | John Henson (11)            | Eric Bledsoe (8)           | BMO Harris Bradley Center | 37 - 34 |
| 72    | 23 mars    | @ Chicago       | V 118-105      | Shabazz Muhammad (21)      | John Henson (12)            | Khris Middleton (6)        | United Center             | 38 - 34 |
| 73    | 25 mars    | San Antonio     | V 106-103      | Giánnis Antetokoúnmpo (25) | Giánnis Antetokoúnmpo (10)  | Eric Bledsoe (5)           | BMO Harris Bradley Center | 39 - 34 |
| 74    | 27 mars    | @ L.A. Clippers | D 98-105       | Giánnis Antetokoúnmpo (26) | Antetokoúnmpo, Bledsoe (10) | Giánnis Antetokoúnmpo (7)  | Staples Center            | 39 - 35 |
| 75    | 29 mars    | @ Golden State  | V 116-107      | Giánnis Antetokoúnmpo (32) | Tyler Zeller (8)            | Eric Bledsoe (8)           | Oracle Arena              | 40 - 35 |
| 76    | 30 mars    | @ L.A. Lakers   | V 124-122 (OT) | Eric Bledsoe (39)          | Giánnis Antetokoúnmpo (16)  | Eric Bledsoe (6)           | Staples Center            | 41 - 35 |

| Match | Date match | Équipe         | Score          | Meilleur marqueur          | Meilleur rebondeur         | Meilleur passeur           | Lieux                     | Série   |
| ----- | ---------- | -------------- | -------------- | -------------------------- | -------------------------- | -------------------------- | ------------------------- | ------- |
| 77    | 1er avril  | @ Denver       | D 125-128 (OT) | Jabari Parker (35)         | Giánnis Antetokoúnmpo (12) | Antetokoúnmpo, Bledsoe (6) | Pepsi Center              | 41 - 36 |
| 78    | 3 avril    | Boston         | V 106-102      | Giánnis Antetokoúnmpo (29) | Giánnis Antetokoúnmpo (11) | Khris Middleton (9)        | BMO Harris Bradley Center | 42 - 36 |
| 79    | 5 avril    | Brooklyn       | D 111-119      | Khris Middleton (31)       | Antetokoúnmpo, Parker (10) | Giánnis Antetokoúnmpo (7)  | BMO Harris Bradley Center | 42 - 37 |
| 80    | 7 avril    | @ New York     | V 115-102      | Bledsoe, Middleton (22)    | Henson, Parker (12)        | Eric Bledsoe (10)          | Madison Square Garden     | 43 - 37 |
| 81    | 9 avril    | Orlando        | V 102-86       | Shabazz Muhammad (22)      | Eric Bledsoe (12)          | Eric Bledsoe (11)          | BMO Harris Bradley Center | 44 - 37 |
| 82    | 11 avril   | @ Philadelphie | D 95-130       | Jabari Parker (25)         | Giánnis Antetokoúnmpo (10) | Brandon Jennings (5)       | Wells Fargo Center        | 44 - 38 |

### Playoffs
| Playoffs Total: 3-4 (Domicile : 3-0 ; Extérieur : 0-4) |

| Match | Date match | Équipe   | Score          | Meilleur marqueur          | Meilleur rebondeur         | Meilleur passeur           | Lieux                     | Série |
| ----- | ---------- | -------- | -------------- | -------------------------- | -------------------------- | -------------------------- | ------------------------- | ----- |
| 1     | 15 avril   | @ Boston | D 107-113 (OT) | Giannis Antetokounmpo (35) | Giannis Antetokounmpo (13) | Giannis Antetokounmpo (7)  | TD Garden                 | 0 - 1 |
| 2     | 17 avril   | @ Boston | D 106-120      | Giannis Antetokounmpo (35) | Giannis Antetokounmpo (9)  | Giannis Antetokounmpo (8)  | TD Garden                 | 0 - 2 |
| 3     | 20 avril   | Boston   | V 116-92       | Khris Middleton (23)       | Khris Middleton (7)        | Khris Middleton (7)        | BMO Harris Bradley Center | 1 - 2 |
| 4     | 22 avril   | Boston   | V 104-102      | Khris Middleton (23)       | Antetokounmpo, Parker (7)  | Antetokounmpo, Bledsoe (5) | BMO Harris Bradley Center | 2 - 2 |
| 5     | 24 avril   | @ Boston | D 87-92        | Khris Middleton (23)       | Giannis Antetokounmpo (10) | Giannis Antetokounmpo (9)  | TD Garden                 | 2 - 3 |
| 6     | 26 avril   | Boston   | V 97-86        | Giánnis Antetokoúnmpo (31) | Giánnis Antetokoúnmpo (14) | Matthew Dellavedova (6)    | BMO Harris Bradley Center | 3 - 3 |
| 7     | 28 avril   | @ Boston | D 96-112       | Khris Middleton (32)       | Giánnis Antetokoúnmpo (9)  | Giánnis Antetokoúnmpo (5)  | TD Garden                 | 3 - 4 |

### Confrontations en saison régulière
| Conférence Est      | Conférence Est                               | Conférence Est                               | Conférence Est                               | Conférence Est                               | Conférence Ouest                             | Conférence Ouest                             | Conférence Ouest                             |
| Division Atlantique | Division Atlantique                          | Division Atlantique                          | Division Atlantique                          | Division Atlantique                          | Division Nord-Ouest                          | Division Nord-Ouest                          | Division Nord-Ouest                          |
| Équipe              | Domicile                                     | Domicile                                     | Extérieur                                    | Extérieur                                    | Équipe                                       | Domicile                                     | Extérieur                                    |
| ------------------- | -------------------------------------------- | -------------------------------------------- | -------------------------------------------- | -------------------------------------------- | -------------------------------------------- | -------------------------------------------- | -------------------------------------------- |
| Boston              | 89-96                                        | 106-102                                      | 108-100                                      | 100-111                                      | Denver                                       | 123-134                                      | 125-128 (OT)                                 |
| Brooklyn            | 116-91                                       | 111-119                                      | 109-94                                       |                                              | Minnesota                                    | 102-96                                       | 89-108                                       |
| New York            | 92-90                                        | 120-112                                      | 103-89                                       | 115-102                                      | Oklahoma City                                | 91-110                                       | 97-95                                        |
| Philadelphie        | 107-95                                       | 118-110                                      | 94-116                                       | 95-130                                       | Portland                                     | 113-110                                      | 103-91                                       |
| Toronto             | 110-129                                      |                                              | 127-131 (OT)                                 | 122-119 (OT)                                 | Utah                                         | 117-100                                      | 108-121                                      |
|                     | 6–3                                          | 6–3                                          | 5–4                                          | 5–4                                          |                                              | 3–2                                          | 2–3                                          |
| Division            | 11–7                                         | 11–7                                         | 11–7                                         | 11–7                                         | Division                                     | 5–5                                          | 5–5                                          |
| Division Centrale   | Division Centrale                            | Division Centrale                            | Division Centrale                            | Division Centrale                            | Division Pacifique                           | Division Pacifique                           | Division Pacifique                           |
| Équipe              | Domicile                                     | Domicile                                     | Extérieur                                    | Extérieur                                    | Équipe                                       | Domicile                                     | Extérieur                                    |
| Chicago             | 109-115                                      | 106-115                                      | 110-96                                       | 118-105                                      | Golden State                                 | 94-108                                       | 116-107                                      |
| Cleveland           | 97-116                                       | 119-116                                      | 119-124                                      | 117-124                                      | L.A. Clippers                                | 120-127                                      | 98-105                                       |
| Detroit             | 99-95                                        | 104-100                                      | 96-105                                       | 87-110                                       | L.A. Lakers                                  | 98-90                                        | 124-122 (OT)                                 |
| Indiana             | 122-101                                      | 96-103                                       | 96-109                                       | 89-92                                        | Phoenix                                      | 109-105                                      | 113-107                                      |
|                     |                                              |                                              |                                              |                                              | Sacramento                                   | 109-104                                      | 112-87                                       |
|                     | 4–4                                          | 4–4                                          | 2–6                                          | 2–6                                          |                                              | 3–2                                          | 4–1                                          |
| Division            | 6–10                                         | 6–10                                         | 6–10                                         | 6–10                                         | Division                                     | 7–3                                          | 7–3                                          |
| Division Sud-Est    | Division Sud-Est                             | Division Sud-Est                             | Division Sud-Est                             | Division Sud-Est                             | Division Sud-Ouest                           | Division Sud-Ouest                           | Division Sud-Ouest                           |
| Équipe              | Domicile                                     | Domicile                                     | Extérieur                                    | Extérieur                                    | Équipe                                       | Domicile                                     | Extérieur                                    |
| Atlanta             | 97-92                                        | 122-117                                      | 117-106                                      |                                              | Dallas                                       | 109-102                                      | 79-111                                       |
| Charlotte           | 103-94                                       | 109-104                                      | 121-126                                      | 106-111                                      | Houston                                      | 99-110                                       | 111-115                                      |
| Miami               | 101-106                                      |                                              | 79-97                                        | 85-91                                        | Memphis                                      | 110-103                                      | 121-103                                      |
| Orlando             | 110-103                                      | 102-86                                       | 111-104                                      | 117-126                                      | New Orleans                                  | 121-123 (OT)                                 | 108-115                                      |
| Washington          | 88-99                                        | 104-107                                      | 110-103                                      | 104-95                                       | San Antonio                                  | 106-103                                      | 94-87                                        |
|                     | 6–3                                          | 6–3                                          | 4–5                                          | 4–5                                          |                                              | 3–2                                          | 2–3                                          |
| Division            | 10–8                                         | 10–8                                         | 10–8                                         | 10–8                                         | Division                                     | 5–5                                          | 5–5                                          |
| Conférence          | 27–25 (Domicile : 16–10 ; Extérieur : 11–15) | 27–25 (Domicile : 16–10 ; Extérieur : 11–15) | 27–25 (Domicile : 16–10 ; Extérieur : 11–15) | 27–25 (Domicile : 16–10 ; Extérieur : 11–15) | Conférence                                   | 17–13 (Domicile : 9–6 ; Extérieur : 8–7)     | 17–13 (Domicile : 9–6 ; Extérieur : 8–7)     |
| Total               | 44–38 (Domicile : 25–16 ; Extérieur : 19–22) | 44–38 (Domicile : 25–16 ; Extérieur : 19–22) | 44–38 (Domicile : 25–16 ; Extérieur : 19–22) | 44–38 (Domicile : 25–16 ; Extérieur : 19–22) | 44–38 (Domicile : 25–16 ; Extérieur : 19–22) | 44–38 (Domicile : 25–16 ; Extérieur : 19–22) | 44–38 (Domicile : 25–16 ; Extérieur : 19–22) |

## Effectif actuel
| Bucks de Milwaukee Effectif actuel                 |    |                          |                           |                  |
| Entraîneur : Joe Prunty                            |    |                          |                           |                  |
| Ailier                                             | 34 | Drapeau de la Grèce      | Giánnis Antetokoúnmpo (C) | Grèce            |
| Meneur                                             | 6  | Drapeau des États-Unis   | Eric Bledsoe              | Kentucky         |
| Arrière                                            | 13 | Drapeau des États-Unis   | Malcolm Brogdon           | Virginia         |
| Arrière                                            | 23 | Drapeau des États-Unis   | Sterling Brown            | SMU              |
| Meneur, Arrière                                    | 8  | Drapeau de l'Australie   | Matthew Dellavedova       | Saint Mary       |
| Ailier fort                                        | 31 | Drapeau des États-Unis   | John Henson               | North Carolina   |
| Meneur                                             | 11 | Drapeau des États-Unis   | Brandon Jennings          | Oak Hill Academy |
| Ailier fort, Pivot                                 | 7  | Drapeau du Soudan du Sud | Thon Maker                | Orangeville Prep |
| Ailier                                             | 22 | Drapeau des États-Unis   | Khris Middleton           | Texas A&M        |
| Arrière                                            | 15 | Drapeau des États-Unis   | Shabazz Muhammad          | UCLA             |
| Meneur                                             | 0  | Drapeau des États-Unis   | Xavier Munford (TW)       | Rhode Island     |
| Ailier                                             | 12 | Drapeau des États-Unis   | Jabari Parker             | Duke             |
| Ailier fort                                        | 40 | Drapeau des États-Unis   | Marshall Plumlee (TW)     | Duke             |
| Ailier                                             | 21 | Drapeau des États-Unis   | Tony Snell                | New Mexico       |
| Meneur, Arrière                                    | 3  | Drapeau des États-Unis   | Jason Terry               | Arizona          |
| Ailier fort                                        | 5  | Drapeau des États-Unis   | D. J. Wilson              | Michigan         |
| Pivot, Ailier fort                                 | 44 | Drapeau des États-Unis   | Tyler Zeller              | Caroline du Nord |
| (C) - Capitaine, (TW) - Two-way contract, - Blessé |    |                          |                           |                  |

## Transactions

### Échanges
| 23 juin 2017    | A Bucks de MilwaukeeCash considerations                                        | A Clippers de Los AngelesDroits sur Sindarius Thornwell                                           |
| 6 juillet 2017  | A Bucks de MilwaukeeDroits sur le 46e choix de la Draft 2017 : Sterling Brown, | A 76ers de PhiladelphieCash considerations                                                        |
| 7 novembre 2017 | A Bucks de MilwaukeeEric Bledsoe                                               | A Suns de PhoenixGreg Monroe Premier tour de draft 2018 protégé Second tour de draft 2018 protégé |
| 5 février 2018  | A Bucks de MilwaukeeTyler Zeller                                               | A Nets de BrooklynRashad Vaughn Second tour de draft 2018 (protégé)                               |

### Joueurs qui re-signent
| Date       | Joueur      | Contrat                            |
| ---------- | ----------- | ---------------------------------- |
| 31/07/2017 | Tony Snell  | Contrat de 46 000 000 $ sur 4 ans. |
| 18/09/2017 | Jason Terry | Contrat de 2 300 000 $ sur 1 an.   |

### Options dans les contrats
| Joueur     | Option                                                                        |
| ---------- | ----------------------------------------------------------------------------- |
| Thon Maker | Milwaukee exerce son option d'équipe de 2 800 000 $ pour la saison 2018-2019. |

### Arrivées
| Date       | Joueur           | Contrat                          | Provenance                       |
| ---------- | ---------------- | -------------------------------- | -------------------------------- |
| 06/07/2017 | Bronson Koenig   | Two-way contracts                | Badgers du Wisconsin             |
| 06/07/2017 | D. J. Wilson     | Contrat de 4 670 000 $ sur 2 ans | Wolverines du Michigan           |
| 06/07/2017 | JeQuan Lewis     | Contrat de 816,000 $ sur 1 an    | Virginia Commonwealth University |
| 08/07/2017 | Sterling Brown   | Contrat de 3 800 000 $ sur 3 ans | Mustangs de SMU                  |
| 16/10/2017 | DeAndre Liggins  | Claimed off waivers              | Heat de Miami                    |
| 07/01/2018 | Sean Kilpatrick  | Contrat de 818,000 $ sur 1 an    | Bucks de Milwaukee               |
| 07/01/2018 | Joel Bolomboy    | Contrat de 1 312 611 $ sur 1 an  | Bucks de Milwaukee               |
| 22/01/2018 | Joe Prunty       | Entraîneur principal par intérim | Bucks de Milwaukee               |
| 04/03/2018 | Shabazz Muhammad | Contrat de 347,000 $ sur 1 an    | Timberwolves du Minnesota        |
| 31/03/2018 | Brandon Jennings | Contrat de 2 353 714 $ sur 2 ans | Bucks de Milwaukee               |
| 17/05/2018 | Mike Budenholzer | Entraîneur principal             | Hawks d'Atlanta                  |

#### Two-way contract
| Date       | Joueur           | Provenance                              |
| ---------- | ---------------- | --------------------------------------- |
| 07/07/2017 | Jalen Moore      | Aggies d'Utah State                     |
| 17/10/2017 | Gary Payton II   | Bucks de Milwaukee                      |
| 20/10/2017 | Joel Bolomboy    | Jazz de l'Utah                          |
| 18/12/2017 | Sean Kilpatrick  | Nets de Brooklyn                        |
| 07/01/2018 | Xavier Munford   | Herd du Wisconsin (NBA G League)        |
| 15/01/2018 | Marshall Plumlee | Clippers d'Agua Caliente (NBA G League) |

#### Contrat de 10 jours
| Date       | Joueur           | Provenance           |
| ---------- | ---------------- | -------------------- |
| 11/03/2018 | Brandon Jennings | Shanxi Brave Dragons |
| 21/03/2018 | Brandon Jennings | Bucks de Milwaukee   |

### Départs
| Date       | Joueur          | Raison départ                            | Nouvelle équipe ¹                |
| ---------- | --------------- | ---------------------------------------- | -------------------------------- |
| 01/07/2017 | Michael Beasley | Agent libre                              | Knicks de New York               |
| 01/09/2017 | Spencer Hawes   | Coupé                                    |                                  |
| 10/09/2017 | Jalen Moore     | Coupé                                    |                                  |
| 21/09/2017 | Bronson Koenig  | Coupé                                    | Bulls de Chicago                 |
| 22/09/2017 | JeQuan Lewis    | Coupé                                    | Herd du Wisconsin (NBA G League) |
| 18/12/2017 | Gary Payton II  | Coupé                                    | Lakers de Los Angeles            |
| 07/01/2018 | Joel Bolomboy   | Coupé                                    | Herd du Wisconsin (NBA G League) |
| 07/01/2018 | DeAndre Liggins | Coupé                                    | Pelicans de La Nouvelle-Orléans  |
| 22/01/2018 | Jason Kidd      | Viré de son poste d’entraîneur principal |                                  |
| 01/03/2018 | Sean Kilpatrick | Coupé                                    | Clippers de Los Angeles          |
| 10/03/2018 | Mirza Teletović | Coupé                                    |                                  |

¹ Il s'agit de l’équipe pour laquelle le joueur a signé après son départ, il a pu entre-temps changer d'équipe ou encore de pays.

#### Non retenu après les camps entraînements
| Date       | Joueur           | Nouvelle équipe                    |
| ---------- | ---------------- | ---------------------------------- |
| 05/10/2017 | James Young      | Herd du Wisconsin (NBA G League)   |
| 08/10/2017 | Kendall Marshall | Bighorns de Reno (NBA G League)    |
| 12/10/2017 | Xavier Munford   | Swarm de Greensboro (NBA G League) |
| 14/10/2017 | Joel Anthony     | Atlético San Lorenzo de Almagro    |
| 14/10/2017 | Gerald Green     | Rockets de Houston                 |
| 14/10/2017 | Gary Payton II   | Bucks de Milwaukee                 |
| 14/10/2017 | Brandon Rush     | Trail Blazers de Portland          |

### Joueurs "agents libres" à la fin de la saison
| Joueur           | Fin de saison         |
| ---------------- | --------------------- |
| Shabazz Muhammad | Agent libre           |
| Jabari Parker    | Agent libre restreint |
| Jason Terry      | Agent libre           |

## Récompenses
| Date                    | Joueur                | Récompense                                  |
| ----------------------- | --------------------- | ------------------------------------------- |
| 17 octobre - 22 octobre | Giánnis Antetokoúnmpo | Joueur de la semaine dans la conférence Est |
| 22 janvier - 28 janvier | Khris Middleton       | Joueur de la semaine dans la conférence Est |
| 18 février              | Giánnis Antetokoúnmpo | ☆ All-Star 2018 ☆                           |